# Gadsden (Alabama)
Gadsden è la città capitale della Contea di Etowah, nel nord-est Alabama, Stati Uniti, si trova a circa 60 miglia a nordest di Birmingham. Secondo le stime del censimento statunitense del 2005, la popolazione ammonta a 37 405 abitanti.
Una volta era il secondo più importante centro industriale, superato solo da Mobile. Le due città erano importanti centri per i trasporti. Fino agli anni ottanta, Gadsden era totalmente dipendente dall'industria pesante, inclusa Goodyear e Republic Steel. Dopo questi anni, la città decise di non esser più dipendente dalle industrie in modo non essere più l'immagine di una città esclusivamente aziendale.